# Tadeusz Bogdanowski
Tadeusz Bogdanowski (ur. 17 stycznia 1937 w Rakszawie, zm. 26 maja 1999 w Katowicach) – polski lekarz chirurg i dermatolog, profesor nauk medycznych, twórca polskiej dermatochirurgii.

## Wykształcenie i działalność zawodowa
Studia medyczne ukończył na Wydziale Lekarskim Akademii Medycznej w Krakowie (obecnie Collegium Medicum Uniwersytetu Jagiellońskiego) otrzymując w 1961 roku dyplom lekarza. Po odbyciu stażu podyplomowego w Szpitalu Miejskim nr 2 w Bielsku-Białej rozpoczął pracę zawodową na Oddziale Chirurgii Ogólnej Szpitala Miejskiego nr 2 w Mysłowicach. Praca ta została przerwana przez powołanie do dwuletniej okresowej służby wojskowej. Po odbyciu służby kontynuował pracę w Szpitalu Miejskim w Mysłowicach wykładając jednocześnie w Liceum Medycznym w Mysłowicach, pracując w pogotowiu ratunkowym oraz pełniąc funkcję kierownika Poradni Rehabilitacyjnej Spółdzielni Inwalidów „Mysłowiczanka”. W 1968 uzyskał Iº specjalizacji w zakresie chirurgii ogólnej i w tym samym roku rozpoczął pracę jako asystent II Kliniki Chirurgicznej Śląskiej Akademii Medycznej (obecnie Śląski Uniwersytet Medyczny w Katowicach). Stopień doktora nauk medycznych zdobył w 1969 roku na podstawie rozprawy: Zachowanie się aktywności aminotransferazy alaninowej w surowicy krwi żylnej chorych na zwężające stwardnienia i zwężające zapalenie tętnic kończyn dolnych przed i po wycięciu współczulnych zwojów lędźwiowych. Dwa lata później po złożeniu egzaminu został uznany za specjalistę IIº w zakresie chirurgii. W 1973 roku przeszedł na własną prośbę do Kliniki Dermatologicznej Instytutu Chorób Wewnętrznych ŚAM. Tam założył pierwszy w Polsce Gabinet Chirurgii Dermatologicznej.  W kolejnych latach uzyskał Iº specjalizacji w zakresie dermatologii (1974) oraz tytuł lekarza specjalisty IIº w zakresie dermatologii i wenerologii. W tym czasie odbył także szkolenia w Klinice Chirurgii Plastycznej i Rekonstrukcyjnej CMKP w Polanicy Zdroju oraz w Klinice Chirurgii Plastycznej Uniwersytetu Karola w Pradze. Stopień doktora habilitowanego otrzymał w 1984 roku po przedstawieniu rozprawy:  Fizjologiczne i metodologiczne studia na przepływem krwi w skórze i w wolnych przeszczepach skóry u królików oraz w skórze owłosionej głowy i jej przeszczepach u człowieka w oparciu o różne metody stosowania radioaktywnego ksenonu. W 1990 roku został mianowany na stanowisko profesora nadzwyczajnego w I Katedrze i Klinice Dermatologii ŚAM; a w 1994 roku Prezydent RP nadał mu tytuł naukowy profesora.  W 1997 roku w wyniku postępowania konkursowego powołany został na stanowisko kierownika I Katedry i Kliniki Dermatologii ŚAM. Rok później Minister Zdrowia i Opieki Społecznej mianował go na stałe na stanowisko profesora zwyczajnego w Śląskiej Akademii Medycznej w Katowicach.
W trakcie pracy w Śląskiej Akademii Medycznej pełnił wiele funkcji organizacyjnych zarówno w obrębie uczelni, jak i poza nią. W latach 1987–1990 był prodziekanem ds. nauki Wydziału Lekarskiego w Katowicach. Od 1986 sprawował funkcję kuratora II Katedry i Kliniki Dermatologii Wydziału Lekarskiego w Zabrzu. Spełniał także między innymi obowiązki Specjalisty Wojewódzkiego ds. Dermatologii i Wenerologii.

## Życie prywatne
Od 1961 roku do końca życia był żonaty z Wandą (magister inżynier rolnik). Mieli dwie córki: Ewę (filologa angielskiego, językoznawcę) i Nikę (filologa, analityka dyskursu).

## Badania naukowe
Pierwsze prace naukowo-badawcze prowadzone przez Bogdanowskiego dotyczyły leczenia przewlekłego zapalenia wyrostka robaczkowego (przeprowadził analizę historii choroby i wyników terapii ponad 1000 pacjentów). Kolejne poświęcone zostały zmianom urazowym: obrażeniom czaszkowo-mózgowym oraz pourazowym zmianom zakrzepowym żył kończyn. W tym okresie przeprowadził także badania odległych wyników – wprowadzonej przez prof. J. Gasińskiego – nowatorskiej metody chirurgicznego leczenia kurczu wpustu. Za znaczące uznać również należy prace poświęcone leczeniu polipów jelita grubego. Bogdanowski przedstawił w nich wiele nowych wskazań, dotyczących rozpoznawania i postępowania z polipami jelita grubego. Wieloletnia praktyka chirurgiczna, towarzysząca jej obserwacja chorych przed i po operacji, wzbogacona zainteresowaniami humanistycznymi i psychologicznymi zaowocowała publikacjami z pogranicza chirurgii i psychoterapii. Były to: Problemy psychoterapii w chirurgii oraz Analiza czynników determinujących psychicznie chorego do zabiegu operacyjnego. Prace te wykazały jak wielkie znaczenie dla wyników zabiegu operacyjnego, a zwłaszcza dla przebiegu pooperacyjnego ma odpowiednie przygotowanie psychoterapeutyczne pacjenta.
Zaszczepienie na gruncie polskim nowej gałęzi dermatologii zwanej chirurgią dermatologiczną lub dermatochirurgią stanowiło konsekwencję interdyscyplinarnego podejścia zarówno do badań naukowych, jak i do leczenia pacjentów. Dermatochirurgia obejmuje wedle Bogdanowskiego swoim zakresem skórę i tkankę podskórną wraz ze znajdującymi się poniżej strukturami anatomicznymi oraz błony śluzowe (głównie na granicy skóry). Istotą tej dziedziny jest jej integralny związek z ośrodkiem dermatologicznym. Założony w 1973 roku przez Bogdanowskiego Gabinet Chirurgii Dermatologicznej był pierwszym tego typu ośrodkiem w Polsce. W ciągu pierwszych dziesięciu lat działalności gabinetu wykonane zostały 4661zabiegi operacyjne z wykorzystaniem niemal wszystkich metod chirurgii dermatologicznej.  W następnych latach powstały podobne jednostki w Szczecinie, Wrocławiu i Gdańsku. W 1978 roku zostało założone w Nowym Jorku International Society for Dermatologic Surgery – profesor Bogdanowski wszedł w skład Advisory Board tego towarzystwa. Nowatorski charakter prowadzonych przez Bogdanowskiego badań wyraźny jest zwłaszcza w pracach poświęconych przeszczepom owłosionej skóry głowy, chirurgicznemu leczeniu nadmiernego pocenia się pach, radykalnemu leczeniu chirurgicznemu ropni mnogich pach, chirurgicznemu leczeniu guzowatości nosa oraz zastosowaniu metod chirurgicznych w nieonkologicznych schorzeniach skóry, które wcześniej nigdy nie były leczone operacyjnie.
W latach 90. Bogdanowski zajął się także psychodermatologią, dziedziną mało wówczas jeszcze znaną i wykorzystywaną. Badania prowadzone we współpracy z Instytutem Psychologii Uniwersytetu Śląskiego (profesor Irena Heszen) objęły swym zakresem analizy rozwoju trądziku różowatego u osób z rozpoznanym wzorem zachowania A oraz wpływu oceny sylwetki psychologicznej na leczenie pacjentów z łysieniem plackowatym.

## Dermatochirurgia
Chirurgia dermatologiczna (inaczej dermatochirurgia) łączy w sobie według Bogdanowskiego „doświadczenia i metody wielu dyscyplin chirurgicznych wykorzystując je w zakresie niezbędnym do leczenia schorzeń skóry. W stopniu największym obejmuje metody chirurgii ogólnej oraz chirurgii plastycznej i rekonstrukcyjnej. Jednym z podstawowych jej działów jest chirurgia onkologiczna. W mniejszym zakresie wykorzystywane są metody chirurgii dziecięcej, okulistyki (dotyczących powiek) i urologii. Metody urologiczne znajdują zastosowanie w leczeniu schorzeń zewnętrznych narządów płciowych. Podstawą działalności w chirurgii dermatologicznej są metody chirurgii plastycznej i rekonstrukcyjnej z szerokim stosowaniem plastyki miejscowej, płatów skórnych oraz przeszczepów skóry, przeszczepów koriowych, tkanki tłuszczowej oraz skóry owłosionej i innych. Do dyspozycji chirurga-dermatologa pozostaje elektrochirurgia, kriochirurgia, dermabrazja, różne techniki chemochirurgiczne oraz laserowe. […]
Chirurgia dermatologiczna główne zastosowanie znajduje w leczeniu łagodnych i złośliwych nowotworów skóry, różnej natury znamion i torbieli. Innymi grupami schorzeń są żylaki i owrzodzenia żylakowe oraz choroby wirusowe (brodawki, mięczak zakaźny, kłykciny). Częścią chirurgii dermatologicznej jest chirurgia estetyczna obejmująca leczenie korekcyjne blizn i innych defektów kosmetycznych – pochodzenia rozwojowego lub związanych ze starzeniem się skóry. […]
Osobnym i niezmiernie ważnym zagadnieniem jest umiejscowienie chirurgii dermatologicznej w diagnostyce i leczeniu chorób skóry. Musi to być działalność integralnie związana z kliniką lub oddziałem dermatologicznym, prowadzona przez dermatologa z wykształceniem chirurgicznym. Rozpoznanie, leczenie i obserwacja wyników leczenia powinny być jednoczasowe i przeprowadzane w ośrodku dermatologicznym”.

## Udział w życiu naukowo-organizacyjnym
Polskie Towarzystwo Dermatologiczne (1989 – 1999 członek Zarządu Głównego; 1996 – 1999 przewodniczący Oddziału Śląskiego);
Sekcja Dermatochirurgii PTD (współorganizator i przewodniczący sekcji 1993 – 1999);
Polskie Towarzystwo Lekarskie; Towarzystwo Chirurgów Polskich; Towarzystwo Chirurgii Plastycznej i Rekonstrukcyjnej; Polskie Towarzystwo Flebologiczne (członek komitetu redakcyjnego Przeglądu Flebologicznego); Polski Komitet Optoelektroniki; Polskie Towarzystwo Kriomedyczne oraz International Society for Dermatologic Surgery; European Society for Dermatological Research, European Academy of Dermatology and Venerology.

## Odznaczenia
Profesor Tadeusz Bogdanowski został odznaczony między innymi: Złotym Krzyżem Zasługi, Srebrnym Krzyżem Zasługi, Orderem Honorowym „Laur 50-lecia ŚAM”.

## Wybrane publikacje
Tadeusz Bogdanowski: Próba analizy tysiąca historii chorób pacjentów z dolegliwościami, przypisywanymi przewlekłemu zapaleniu wyrostka robaczkowego. „Polski Tygodnik Lekarski” 1968, 23, 471.
Tadeusz Bogdanowski, Stanisław Tobik, Marian Moskal: Polipy jelita grubego. „Polski Przegląd Chirurgiczny” 1972, 44, 1190.
Tadeusz Bogdanowski: Problemy psychoterapii w chirurgii. Polski Przegląd Chirurgiczny” 1972, 44, 587.
Tadeusz Bogdanowski, Stanisław Tobik, Marian Moskal: Zur Frage der Bahandlung von Dickdarmpolypen. „Zertralblatt für Chirurgie” 1973, 98, Suppl. 1973, 68.
Tadeusz Bogdanowski, Anna Szczeklik-Franek: Znamiona barwnikowe, rozpoznawanie i postępowanie. „Przegląd Lekarski” 1976, 33, 389.
Tadeusz Bogdanowski, Janusz Gluza: The Significance of Fluorescein Angiography In the Early Diagnosis of Lesions on Ocular Fundus at Pseudoxanthoma Elasticum Patiens. „Archives of Dermatology” 1977, 258, 259.
Tadeusz Bogdanowski, Jozefa Rubisz Brzezińska: Chirurgiczne leczenie różnych typów łysień. „Przegląd Dermatologiczny” 1978, 65, 439.
Tadeusz Bogdanowski: Leczenie guzowatości nosa przy pomocy skojarzonego ścięcia tkanek i dermabrazji. „Przegląd Dermatologiczny” 1981, 68, 599.
Tadeusz Bogdanowski: Modyfikacja własna metody Bartletta w leczeniu wrastających paznokci. „Przegląd dermatologiczny” 1981, 68, 603.
Tadeusz Bogdanowski: Diffenbachia picta – zmiany toksyczno-alergiczne na błonie śluzowej jamy ustnej i języka. „Przegląd Dermatologiczny” 1984, 71, 79.
Tadeusz Bogdanowski, Józefa Rubisz-Brzezińska: Możliwości chirurgii dermatologicznej w leczeniu chorób skory w świetle dziesięcioletniego doświadczenia działalności Gabinetu Chirurgii Dermatologicznej ŚAM w Katowicach. W: Biblioteka Poznańskich Roczników Medycznych. Seria: Dermatologia i Wenerologia. Postępy Dermatologii. Poznań 1986, t.3.
Tadeusz Bogdanowski, Józefa Rubisz-Brzezińska: Chirurgiczne leczenie nabłoniaków podstawno komórkowych. „Przegląd Dermatologiczny” 1987, 74,119.
Tadeusz Bogdanowski: Zastosowanie metod chirurgicznych w dermatologii – chirurgia dermatologiczna. „Przegląd Dermatologiczny” 1988, 75, 281.
Tadeusz Bogdanowski: Badania przepływu krwi w wolnych przeszczepach skóry owłosionej głowy człowieka za pomocą klirensu tkankowego radioaktywnego ksenonu (133Xe). „Przegląd Dermatologiczny” 1991, 78, 202.
Tadeusz Bogdanowski: Możliwości zastosowania chirurgii dermatologicznej w leczeniu schorzeń skory u dzieci. „Pediatria Polska” 1992, 67,7.
Tadeusz Bogdanowski, Józefa Rubisz-Brzezińska: Doświadczenia w stosowaniu metod chirurgii dermatologicznej w nieonkologicznych chorobach skóry. „Przegląd Dermatologiczny” 1993, 80, 484.
Tadeusz Bogdanowski, Irena Heszen: Badania wzoru zachowania A (WZA) u pacjentów z trądzikiem różowatym. „Przegląd Dermatologiczny” 1994, 81, 227.
Tadeusz Bogdanowski, Witold Bendkowski: A Picture of Sweat Glands In Patients with Axillary Hyperhidrosis Treated Surggically by Excision of the Hairbearing Auxiliary Skin. „Nouv. Dermatol” 1995, 70, 87.
Tadeusz Bogdanowski: Badania znaczenia czynników psychicznych w etiologii łysienia plackowatego. „Psychiatria Polska” 1996, 30, 669.
Tadeusz Bogdanowski: Chirurgia dermatologiczna. W: Przegląd Piśmiennictwa chirurgicznego. Red. W. Noszczyk. Warszawa 1997, t.V; Warszawa 1998, t.VI.